# هاري إل. شابيرو
هاري إل. شابيرو (بالإنجليزية: Harry L. Shapiro)‏ هو عالم إنسان أمريكي، ولد في 19 مارس 1902 في بوسطن في الولايات المتحدة، وتوفي في 7 يناير 1990.